# Ultravox
Ultravox — британская рок/поп-группа, оказавшая серьёзное влияние на новую волну. Первоначально играли панк-рок и назывались «Ultravox!»; под таким именем выпустила три альбома в 1977—1979 годах на Island Records, отмеченные большим влиянием арт-рока и глэм-рока (Дэвид Боуи). В 1979 году вокалист Джон Фокс начал сольную карьеру, его заменил певец и гитарист Мидж Юр; после чего из названия был убран восклицательный знак; музыкальный формат Ultravox также несколько изменился. С Миджем Юром группа записала несколько альбомов в 1980—1984 годах, принёсших ей успех и закрепивших новое (больший упор на синтезаторы) музыкальное направление. В 1985 году группу покинул её бессменный ударник Уоррен Канн, и группа, выпустив в 1986 году альбом под названием U-Vox, распалась.
В 1993 году группа собралась вновь и выпустила несколько альбомов, прошедших малозамеченными, после чего в 1996 году распалась в очередной раз (но не окончательно).

## История группы

### 1974—1976: Tiger Lily
Tiger Lily была основана студентом Королевского колледжа искусств Деннисом Ли (более известен под псевдонимом «Джон Фокс» (англ. John Foxx)), экс-басистом Stoned Rose Кристофером Алленом (он же Крис Кросс) и гитаристом Стиви Ширсом. В мае 1974 года к ним присоединился ударник Уоррен Канн, а осенью скрипач, клавишник и любитель классической музыкиУильям Карри (он же Билли Карри). Большое влияние на творчество группы оказали Rolling Stones, The Beatles, немецкие группы Kraftwerk и Neu!, а также глэм-исполнители той поры, в том числе Дэвид Боуи, Roxy Music, New York Dolls и Стив Харли.
Репетиции группы проходили в столовой колледжа, в котором учился Фокс, затем в мастерской по починке манекенов, неподалёку от Кинг-кросс.
В 1974 году в составе квартета — ещё до того, как Карри присоединился к ним — впервые выступили на родине Джона Фокса в небольшом городке Чорли в графстве Ланкашир; слушателями были в основном хиппи, не понимавшие, что происходит на сцене.. Первое официальное лондонское выступление группы состоялось 24 августа 1974 в Marquee Club на разогреве публики перед хард-рок-группой Heavy Metal Kids Немного времени спустя состоялось второе выступление в том же клубе — перед группой Криса Спеддинга Sharks.
Первоначально у группы не было постоянного менеджера и на этой должности сменяли друг друга приятели музыкантов, и один из них — Джон Маршалл — преуспел в новом для него деле. Tiger Lily были приглашены для записи кавер-версии песни Фэтса Уоллера «Ain’t Misbehavin'» для саундтрека одноимённого фильма. В дополнение к этому они записали свою первую песню «Monkey Jive», выпущенную 14 марта 1975 года вместе с саундтреком. Позже группа прошла через целый ряд изменений названия: The Zips, Fire of London, London Soundtrack, и The Damned (Проклятые), последнее название продержалось всего несколько недель, пока участники группы не узнали, что оно закреплено за другим музыкальным коллективом.

### Годы экспериментов (1976—1979)

#### Ultravox!
Концертирующий состав группы в 1976 году подписал контракт с фирмой Island Records. Название так и не было окончательно выбрано из-за особой тщательности музыкантов в этом вопросе. Наконец, на завершающем этапе студийной работы над первым альбомом было придумано название «Ultravox!», восклицательный знак намекал на то, что участники группы слушают и ценят немецкую краут-рок-группу Neu! (продюсер Конни Планк). В феврале 1977 Island выпустила их первый диск Ultravox!; сопродюсерами этого дебюта стали Стив Лиллиуайт и Брайан Ино. Продажи его были разочаровывающими: ни альбом ни ассоциированный с ним сингл «Dangerous Rhythm» не попали в чарты. Отношения в коллективе накалялись и лидер группы решил жить не поддаваясь эмоциям (о чём уже было заявлено в песне «I Want to Be a Machine»).
Ultravox! вернулись к слушателям в 1978 году с новым — более ориентированым на панк-рок — альбомом Ha!-Ha!-Ha!. Тексты песен были не вполне пристойными, в звучании доминировали электрогитары и электроскрипка, однако стиль заключительной композиции «Hiroshima Mon Amour» считается сейчас прототипом синтпопа. При записи этой песни группа одной из первых использовала драм-машину Roland TR-77.

#### Смена направления (Ultravox без восклицательного знака)
Энергия, злость и популярность панк-рока к 1978 году стали резко уменьшаться. Появилось новое направление в рок-музыке — «Британская новая волна», которого стали придерживаться наиболее творчески изобретательные музыканты панк-сцены.
В самом начале марта 1978 года Стив Ширс, чей стиль игры на гитаре посчитали мешающим коллективу успешно развиваться, был выведен из состава группы (в 1978 году он присоединился к Cowboys International). Его заменил Робин Саймон (до этого играл в Neo). Новый состав выступил 25 августа 1978 года на рок-фестивале в Рединге вместе с Radio Stars,Penetration, Sham 69, The Pirates и The Jam, исполнив ранние версии «Slow Motion» и «Quiet Men».
Их третий альбом, Systems of Romance, был записан при участии Конни Планка, бывшего продюсера Kraftwerk, и инженера Дэйва Хатчинса на студии Планка в ФРГ, в сельской местности. Музыкально эта работа заметно отличалась от двух предыдущих: синтезаторное звучание стало преобладающим. Несмотря на похвалы со стороны некоторых критиков, диск стал коммерческим провалом. Так как ни один из альбомов не принес ощутимых финансовых поступлений, отношения между музыкантами стали ухудшаться, — особенно между Карри и Фоксом, — угрожая существованию группы. Фирма Island рассталась с группой после неудачной попытки «раскрутить» продажу альбома в США. Это событие чуть было не стало последним гвоздём в гроб музыкального предприятия под названием «Ultravox», однако участники группы не сдавались и предприняли тур по США на собственные средства в начале 1977 года. Первое выступление состоялось в Нью-Йорке в клубе Hurrahs. Когда закончился их последний концерт в пригороде Сан-Франциско, Фокс объявил, что будет выступать соло и на следующий день один возвратился домой авиарейсом. Саймон остался в Америке и вскоре примкнул к панк-группе из Нью-Йорка The Futants . Позже он возвратится в Англию и будет играть в группе Хауарда Девото Magazine. Все остальные участники группы вернулись в Великобританию, где они вскоре узнали, что функционеры Island исключили три альбома Ultravox из каталога и собрали самые яркие их песни в альбом-компиляцию Three into One. Джон Фокс заключил контракт с фирмой Virgin Records и выпустил пластинку Metamatic в 1980 году. Билли Карри на концерте группы Magazine был приглашен Гэри Ньюманом — в то время восходящей звездой — выступить совместно в шоу Old Grey Whistle Test, а затем принять участие в записи дебютного сольного альбома Ньюмана The Pleasure Principle и гастрольном турне. Ньюман к тому времени уже ознакомился со всем музыкальным материалом группы Ultravox, побывав несколько раз на их концертных выступлениях; и Карри стал для него своего рода героем. Уоррен Канн начал работать с новозеландским певцом Зейном Гриффом; Крис Кросс сделал несколько шоу с Джеймсом Ханименом-Скоттом из The Pretenders и Бэрри Мастерсом из Eddie and the Hot Rods.

### Группа с Миджем Юром (1979—1988)

#### Vienna (1980)

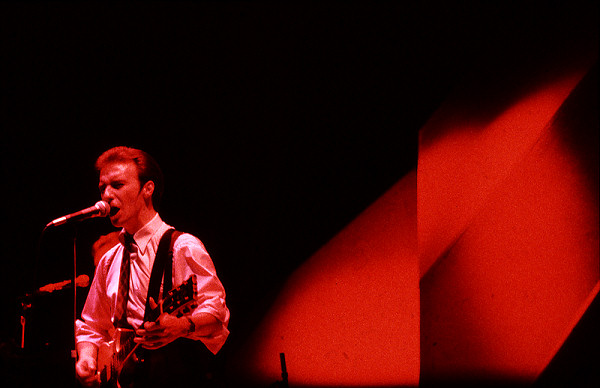
Ultravox.Осло."Шато Нёф" 1981.Мидж Юр

Казалось, что группа окончательно загублена, однако, она была реанимирована с приходом в неё Миджа Юра, вокалиста, гитариста и клавишника (до этого он достиг значительного успеха в полуглэмовом агрегате Slik и группе The Rich Kids Глена Мэтлока; также недолго играл в хард-рок-группе Thin Lizzy). Юр и Карри встретились во время работы в проекте Visage(студийная группа с фронтменом Стивом Стрейнджем, завсегдатаем и импресарио ночных клубов, в одном из которых Мидж Юр был диджеем и ставил там «забавную электронную танцевальную музыку», в частности, группы Теlex"). Карри по совету своего друга Расти Игена пригласил Миджа Юра в Ultravox в апреле 1979 . На записи альбома Vienna, который коренным образом отличался от всего предыдущего материала , Юр выступил в качестве певца и гитариста.
Эта работа является неоспоримой классикой 80-х и самым большим успехом группы до настоящего времени. Также как и Systems of Romance этот альбом был спродюсирован Конни Планком. Юр знал о прошлом Ultravox и был большим любителем альбома Systems of Romance (в начале своей карьеры в этой группе он даже исполнял песни Джона Фокса).  Vienna была выпущена фирмой Chrysalis Records в июне 1980-го и достигла 14-й строки в альбомном чарте. Первый сингл «Sleepwalk» попал в топ-40 британского хит-парада. Второй сингл «Passing Strangers» оказался неудачным, зато настоящим хитом стал третий сингл, странная торжественная электро-эллегия «Vienna» (была записана под впечатлением от фильма Кэрола Рида «Третий человек» (1949), по мотивам одноимённой повести Грэма Грина). Сингл сопровождался запоминающимся видеоклипом и поднялся до второй строки в хит-параде.
На волне успеха сингла был переиздан альбом, который на этот раз попал на третье место в соответствующем списке.

#### Rage in Eden (1981)
Вскоре появилась новая работа Ultravox — альбом Rage in Eden. Запись материала на студии Планка проходила в более медленном, чем в предыдущем году, режиме. Все песни с альбома Vienna были исполнены вживую задолго до прихода музыкантов в студию, поэтому сессия звукозаписи продолжалась всего три недели. Запись же Rage in Eden продолжалась в течение трёх с лишним месяцев. Альбом содержит на второй стороне продолжительную композицию, состоящую из трёх частей, что побудило некоторых комментаторов назвать группу «новыми Genesis». Этот диск (вышел 11 сентября 1981, статус «золотого» диска) стал ещё одним успехом группы. Он поднялся до четвёртого места в альбомном чарте Великобритании. Два сингла с альбома — «The Thin Wall» и "The Voice " вошли в топ-20 Великобритании. Би-сайды синглов, связанных с Rage in Eden были собраны вместе на одном из двух альбомов под названием Rare и изданы через десять лет. Ultravox использовали самые современные технические возможности той поры, а также ещё более стабилизировали стиль группы. Мнения музыкальных критиков по поводу Rage in Eden были полярно противоположны: в то время, как одни (британская газета «Мелоди мейкер») отметили «подтверждение репутации, консолидацию и стиль», другие (американский музыкальный журнал Creem) назвали работу «стерильной, нечеловеческой и фашистской».
Для рекламной поддержки альбома группа начала шестимесячное турне по США при посредственном резонансе в американской музыкальной прессе.

#### Quartet(1982)
Для записи следующего альбома Ultravox пригласили продюсера Джорджа Мартина (ранее работал с The Beatles), не в последнюю очередь для того, чтобы совершить коммерческий прорыв на музыкальный рынок Соединённых Штатов. Материал записывался в Лондоне на AIR Studios (Associated Independent Recording) и подготавливался к выходу на Карибских островах. Альбом занял 6-е место в британском чарте и 61-е место в Billboard 200 в США.Сингл «Reap the Wild Wind» поднялся до 71-й строки в Billboard Hot 100.
В ноябре 1982 начался второй мировой тур группы под названием «Monument Tour». В декабре 1982 года концерт в Лондоне был заснят на плёнку и вышел на VHS-Video.Для концертов требовалось большое количество синтезаторов и технического оборудования сцены. Вскоре группа, измотанная «войной на истощение» пересмотрела своё отношение к концертным выступлениям. Крис Кросс отметил в книге предложений перед туром U-Vox 1986/87: «Больше <не надо> никакой готической чудовищности».

#### Lament (1984)
Через два года той же зукозаписывающей фирмой Chrysalis был обнародован ещё один студийный альбом — Lament . Он был записан на студии Миджа Юра Musicfest Studio;спродюсирован был самими музыкантами Ultravox. Три сингла попали в топ-40,включая международный хит «Dancing with Tears in My Eyes» (UK #3).В музыкальной прессе заговорили об «английском кафедральнособорном звучании» нового материала, в текстах группы критики обнаружили «все те же хорошо знакомые пустые фразы». На записи диска впервые для Ultravox был добавлен женский бэк-вокал и, также, как при работе над предыдущим альбомом, были использованы семплы. В активе группы к тому времени было создание величественных композиций с применением всевозможных электронных эффектов. Остались далеко позади замысловато-истерические музыкальные эксперименты времен Джона Фокса. Изящный и, в то же время, заряженный энергией стиль альбома Vienna также стал неактуальным. В период между 1982 и 1986 Ultravox стали фабрикой по производству созданных с помощью электронного оборудования мощных мелодий, которые группа могла высокопрофессионально исполнить и на сцене концертного зала.

#### U-Vox (1986)
В 1986 году музыканты собрались для записи нового материала — альбома U-Vox, смеси джаза и кельтских мотивов — на этот раз без Уоррена Канна. Он на тот момент отошёл от музыки и эмигрировал в США, надеясь стать там актёром. Его место за ударной установкой занял Марк Бжезицкий, работавший в то время в группе Big Country. Существует распространённое мнение, что записанный тогда альбом U-Vox является самой низкой точкой в творческой амплитуде Ultravox, и даже сами музыканты признавали это
 , называя его «расфокусированным». Несмотря ни на что группа и с этой работой продолжила своё триумфальное шествие к вершинам альбомного чарта: «U-Vox» вошёл в топ-10. Однако, из-за неудачи постигшей синглы, Юр и Кросс пожелали покинуть коллектив. В 1987, после окончания гастрольного тура, музыканты решили не продолжать совместную работу. Официально о распаде было объявлено в 1988. Мидж Юр занялся своей собственной музыкальной карьерой, а Крис Кросс вернулся к своей прежней профессии психотерапевта. Билли Карри и бывший участник Ultravox Робин Саймон создали в 1989 году недолговечную группу Humania.

### Третье воплощение группы Ultravox: (1992—1995)
Билли Карри занимался творчеством в составе Humania, однако его не оставляла в покое мысль воссоздать прославленный коллектив, хотя бы и с новым вокалистом. На этой почве между ним и Миджем Юром возникли судебные разбирательства по поводу использования названия «Ultravox».
В 1992 Билли Карри получил право на использование этого названия и совместно с часто сменяемыми музыкантами записал переработанную версию песни «Vienna». Вскоре увидел свет новый альбом — Revelation, записанный с новым вокалистом Тонни Фенеллом. Эта работа была принята в штыки как музыкальными критиками, так и поклонниками группы. Спустя два года на полках музыкальных магазинов появился альбом группы — Ingenuity, записанный с участием нового певца — Сэма Блу и гитариста Винни Бернса. Следом был выброшен на рынок концертный альбом
Future Picture с записью выступления в Италии. Исполнительская манера Сэма Блу поразительно напоминала стиль Миджа Юра. Да и в целом звучание вызывало в памяти слушателей давние работы Ultravox из-за типичного для того времени звучания клавишных. Но об уровне успеха 80-х годов Билли Карри по-прежнему оставалось только мечтать.

### Ultravox снова в классическом составе (2008 — настоящее время)
После распада группы в 1988 её участники почти полностью прекратили всякие контакты между собой. Мидж Юр и Билли Карри занялись каждый своей сольной карьерой, иногда работая продюсерами. Крис Кросс и Уоррен Канн отошли от музыки: у Кросса долгие годы была практика психотерапевта в Шотландии ,а Канн поселился в Лос-Анджелесе и получил работу аранжировщика на киностудии.
Уорену Канну, Крису Кроссу, Билли Карри и Миджу Юру удалось договориться о воссоединении группы
и начале подготовки к гастрольному туру под названием Return to Eden по Великобритании, который должен был начаться в апреле 2009.Таким образом это было первое выступление Ultravox в классическом составе после концерта Live Aid в 1985.Так как выступления прошли удачно в Великобритании, было решено включить в гастрольный график концерты в Германии и Бельгии.
В сентябре 2008 альбомы Vienna  и Rage in Eden были выпущены в ремастерованном формате двойного альбома каждый (диск 2 содержал ранее не издававшийся материал). Следом в феврале 2009 года были выпущены Quartet  в таком же формате и концертный Monument (диск 2 — DVD) .

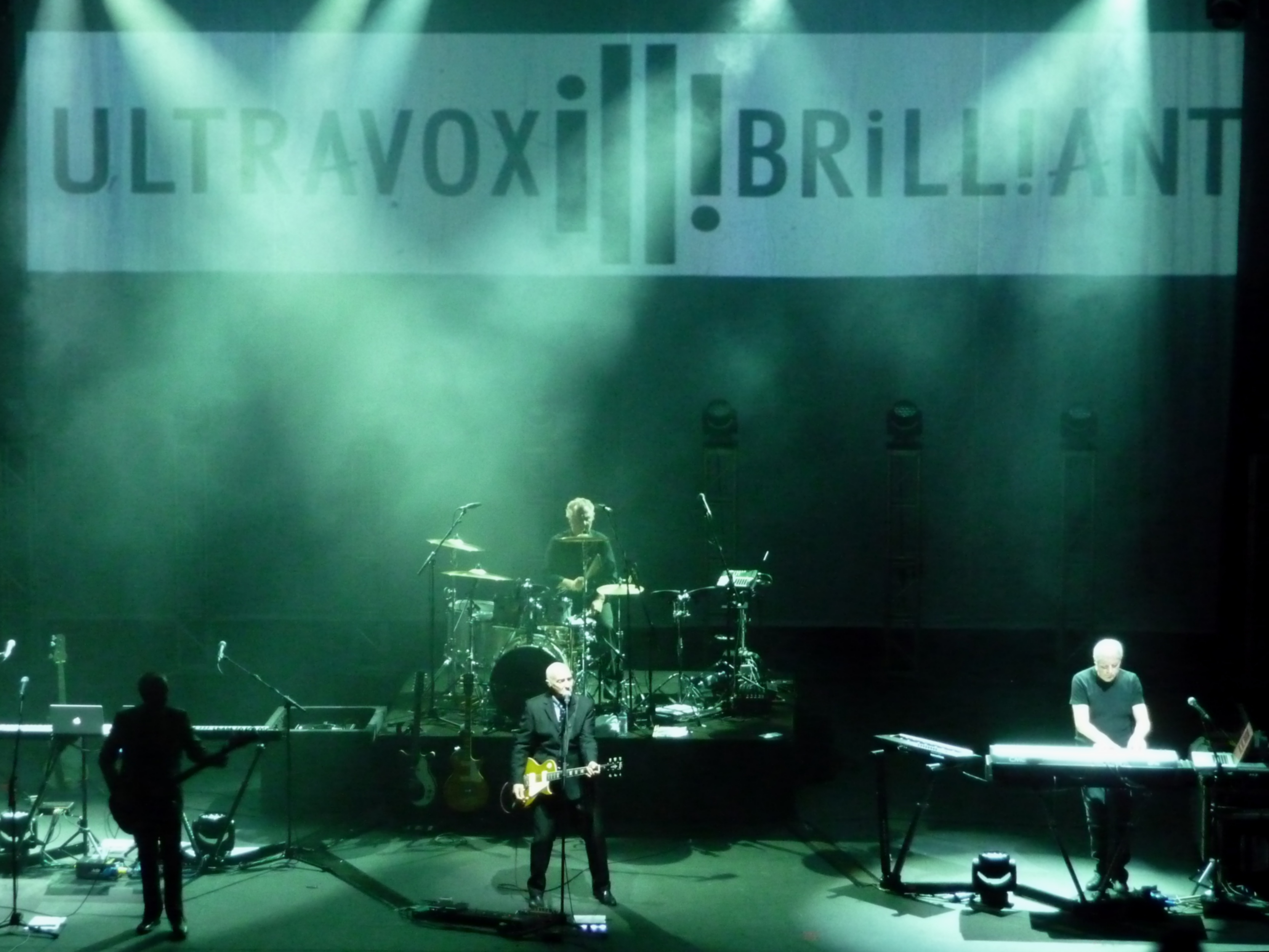
Ultravox. «Бриллиэнт тур». Лондон 2012

В интервью Sunday Mail Мидж Юр заявил, что воссоединение группы является ситуационным и ни о какой записи нового материала говорить не имеет смысла. Он буквально сказал следующее: «Мы не пытаемся возвратить свою молодость и не будем сочинять новых песен или записывать новый альбом. Речь идет о праздновании нашего юбилея и воспоминании о нашем былом творчестве». Во время шоу на BBC Radio 2 21 февраля 2009 Юр обсуждал гастрольный тур вместе с другими участниками Ultravox. Он заметил, что воссоединение было довольно спонтанным событием и произошло очень быстро после общения музыкантов по e-mail и по Skype. Из интервью не становилось ясным, будет ли группа сочинять новый материал. Ultravox возвратились к выступлениям вживую весной и летом 2010 в рамках гастрольного тура Return To Eden II.
20 января 2011 группа через свой официальный сайт Ultravox.org.uk объявила, что новый студийный альбом почти готов.
11-й студийный альбом Brilliant вышел 28 мая 2012.

## Дискография

### Студийные альбомы
| Год | Детали                                         | Позиции в чартах | Позиции в чартах | Позиции в чартах | Позиции в чартах | Позиции в чартах | Позиции в чартах | Позиции в чартах | Позиции в чартах | Позиции в чартах | Позиции в чартах | Сертификация   |
| Год | Детали                                         | UK               | AUT              | CAN              | GER              | JPN              | NDL              | NOR              | SWE              | SWI              | USA              | Сертификация   |
| --- | ---------------------------------------------- | ---------------- | ---------------- | ---------------- | ---------------- | ---------------- | ---------------- | ---------------- | ---------------- | ---------------- | ---------------- | -------------- |
| 1977                                                                                                   | Ultravox! - Лейбл: Island (IDJ 18)             | —                | —                | —                | —                | —                | —                | —                | 25               | —                | —                |                |
| 1977                                                                                                   | Ha!-Ha!-Ha! - Лейбл: Island (ILPS 9505)        | —                | —                | —                | —                | —                | —                | —                | —                | —                | —                |                |
| 1978                                                                                                   | Systems of Romance - Лейбл: Island (ILPS 9555) | —                | —                | —                | —                | —                | —                | —                | —                | —                | —                |                |
| 1980                                                                                                   | Vienna - Лейбл: Chrysalis (CHR 1296)           | 3                | 8                | 80               | 22               | 79               | 2                | 18               | 6                | —                | 164              | UK: Платиновый |
| 1981                                                                                                   | Rage in Eden - Лейбл: Chrysalis (CDL 1338)     | 4                | —                | 45               | 48               | —                | 25               | 20               | 5                | —                | 144              | UK: Золотой    |
| 1982                                                                                                   | Quartet - Лейбл: Chrysalis (CDL 1394)          | 6                | —                | —                | 13               | 75               | —                | 19               | 13               | —                | 61               | UK: Золотой    |
| 1984                                                                                                   | Lament - Лейбл: Chrysalis (CDL 1459)           | 8                | —                | 58               | 27               | —                | 13               | 10               | 8                | —                | 115              | UK: Золотой    |
| 1986                                                                                                   | U-Vox - Лейбл: Chrysalis (CDL 1545)            | 9                | —                | —                | 49               | —                | 49               | —                | 16               | 29               | —                | UK: Золотой    |
| 1993                                                                                                   | Revelation - Лейбл: Deutsche Schallplatten     | —                | —                | —                | —                | —                | —                | —                | —                | —                | —                |                |
| 1994                                                                                                   | Ingenuity - Лейбл: Intercord                   | —                | —                | —                | —                | —                | —                | —                | —                | —                | —                |                |
| 2012                                                                                                   | Brilliant - Лейбл: Chrysalis                   | 21               | 59               | —                | 27               | —                | —                | —                | 36               | 67               | —                |                |
| Символ «—» означает, что релиз либо не участвовал в данном чарте, либо не был выпущен в данной стране. |                                                |                  |                  |                  |                  |                  |                  |                  |                  |                  |                  |                |

## Концепция и стиль
Деннис Ли ещё в детстве был одержим техникой. В Королевском колледже искусств он познакомился с идеей о том, что музыка в будущем будет заменена шумовым искусством. Манифест Луиджи Руссоло L’arte dei rumori вдохновил Денниса выбрать для группы название «Ultravox», представляющее собой словослияние
латинского понятия «ultra» (обозначение чего-то потустороннего или крайнюю степень какого-либо качества) и латинского существительного «vox» («голос»). Название статьи Луиджи Руссоло «Искусство шумов» взяли в качестве названия для своей группы музыканты The Art of Noise в 1983; и музыкальная пресса по этому случаю назвала раннее движение «синти-поп» «футуризмом».
Джон Кейдж и The Velvet Underground только утвердили Джона Фокса в желании заниматься музыкой. В Королевском колледже искусств он впервые опробовал возможности синтезатора и был очарован его звуковыми качествами. Находясь под влиянием глэм-рока группы New York Dolls и психоделического рока The Velvet Underground, он решил создать музыкальный противовес этим двум американским группам в Великобритании.

«Нам очень нравились Roxy, Kraftwerk, „Tomorrow Never Knows“, The Velvets, Iggy и ранние Shadows (отличное название, музыка и концепция : „Frightened City“ — прекрасное название для инструментальной композиции). Мы любили футуристов, Фрица Ланга и фильмы-нуар, и пытались создать странную смесь Британии и Германии». Джон Фокс в аннотации к переизданию дебютного альбома Ultravox!

Слова Джона Фокса о влияниях на Ultravox в беседе с Гэри Ньюманом:
Футуристы, The Velvets, Джон Кейдж, Уильям Берроуз, Харлан Эллисон, Джей Джи Баллард, британская психоделия, The New York Dolls, ранние Roxy Music, альбом Phaedra группы Tangerine Dream, "Tomorrow Never Knows", Джо Мик, The Shadows, Билли Фьюри, кое-что из Боуи, местная группа Plims из Чорли.

Фильмы также имели большое значение для нас: Андалузский пёс, В прошлом году в Мариенбаде, Третий человек, Ночь и город; научно-фантастические фильмы: Робот-монстр, Куотермасс и колодец, День, когда остановилась Земля, Деревня проклятых. Я использовал визуальный образ фильма "Деревня проклятых"; я хотел, чтобы участники группы были похожи на детей проклятых из этого фильма —- выросших и генетически связанных с The Velvets и прото-электропсиходелией.
Джон Фокс
Эти разнообразные музыкальные и литературные влияния раздражали прессу и любителей поп-музыки. Первое выступление Ultravox! состоялось в Лондоне в ноябре 1976, сразу после подписания контракта с фирмой Island.В музыкальной прессе высказывали мнение об этом концерте, как о проводимом фирмой грамзаписи, рекламном мероприятии с целью раздуть популярность группы:

«Выход музыкантов на сцену с надменным видом, словно говорящим: „А ну, скорей любите нас — вам крупно повезло!“; с нежеланием работать на сцене как следует, мол, и так никуда не денетесь. Я не жду от Ultravox! ничего хорошего и я не люблю их, но мне нравится их альбом». Фил Макнил из New Musical Express. Аннотация к переизданию дебютного альбома.

Несмотря на то, что подобная рекламная кампания окружала и группу Sex Pistols, именно к Ultravox! пристало это пятно «не очень настоящей» группы. Музыкальная пресса, восхваляющая панк-рок группы, долго не могла определиться с тем, к какому жанру отнести работы группы Ultravox!. Хотя первоначально их причисляли к группам позднего глэм-рока, ретроспективно Ultravox! стали относить к постпанку. Многие песни с первого альбома были написаны в промежутке между 1974 и 1976 и, после выхода Anarchy in the UK группы Sex Pistols в ноябре 1976, Ultravox! также стали считать панк-рокерами. Целенаправленное эпатирование музыкальных критиков привело к тому, что симпатизирующие им первое время авторы (Питер Силвертон из Sounds в том числе) отвернулись от них. Особенно это было заметно, когда Джон Фокс изменил свой сценический образ: прозрачное пластиковое пальто он сменил на униформообразную, фашистоидную чёрную одежду, что противоречило «панк-уставу». Эпатирование прессы и чёрная одежда были вскоре подхвачены такими группами, как Joy Division и т. д.
Отход от «рокового» звучания американских групп и использование электронных инструментов при создании альбомов Ha! Ha! Ha! и, в ещё большей степени, Systems Of Romance, стали образцом для целого ряда музыкальных жанров в 80-е.

«Мы чувствовали себя европейцами. Наша манера аккомпанировать напоминает манеру немецких музыкантов, то же касается и наших мелодий. Это было так уже до того, как мы сюда приехали». Джон Фокс в интервью газете New Musical Express, отвечая на вопрос: «Почему они работают с Конни Планком?».

Работающие в одно время с Ultravox музыканты очень рано осознали потенциал этой группы. Гэри Ньюман считает, что альбом Systems of Romance оказал влияние на его музыкальный стиль.
…затем, когда я заинтересовался электронной музыкой, мне нравилась группа Ultravox, особенно альбом Systems of Romance. Потом они распались, появился другой состав, который добился большого успеха. Но группа мне не нравилась больше.
Гэри Ньюман

«Тогда, в 1978 Systems of Romance был, наверно, самым важным альбомом для меня, в смысле подхода к электронной музыке». Гэри Ньюман в аннотации к переизданному альбому Systems of Romance

Ник Роудз из группы Duran Duran:

«Ultravox были связующим звеном между панк-роком и тем, что появилось позже». Ник Роудз в аннотации к переизданию дебютного альбома Ultravox!'

## Интересные факты
- Видеоклип на песню «Dancing With Tears in My Eyes» стал своего рода пророчеством. В нём показывается гибель города от взрыва на атомной электростанции. Клип был снят за два года до аварии на Чернобыльской АЭС.
- В 1995 году группой Cabballero в стиле евроденс были выпущены кавер-версии песен Hymn и Dancing With Tears In My Eyes.
- В 1998 году пауэр-метал-группа Edguy сделала кавер-версию песни Hymn, которая вышла на альбоме Vain Glory Opera.
- В 2005 году испанская фолк-рок-группа Mago de Oz выпустила кавер-версию песни Hymn со своим текстом, назвав её Manana Empieza Hoy. В 2006 году шведская хард-рок-группа The Poodles на дебютном альбоме Metal Will Stand Tall сделала кавер-версию песни Dancing With Tears In My Eyes. В 2007 году пауэр-метал проект Avantasia во главе с фронтменом Edguy также сделал кавер-версию песни Dancing With Tears In My Eyes, которая вышла на EP Lost in Space.
- Visage — британская поп-группа, одна из лидеров модно-музыкального движения новых романтиков начала 1980-х гг. Основанная в Лондоне Стивом Стренджем и Расти Игэном (оба из The Rich Kids), Visage была чисто студийным проектом с участием музыкантов из Ultravox (Мидж Юр, Билли Карри), Magazine (Дейв Формула), Siouxsie and the Banshees (Джон Макгеох).
- Песня «Dancing With Tears in My Eyes» вошла  в играх GTA 5, The Last of Us  и Metal Gear Solid 5.

## Состав

### Текущий состав

Ultravox
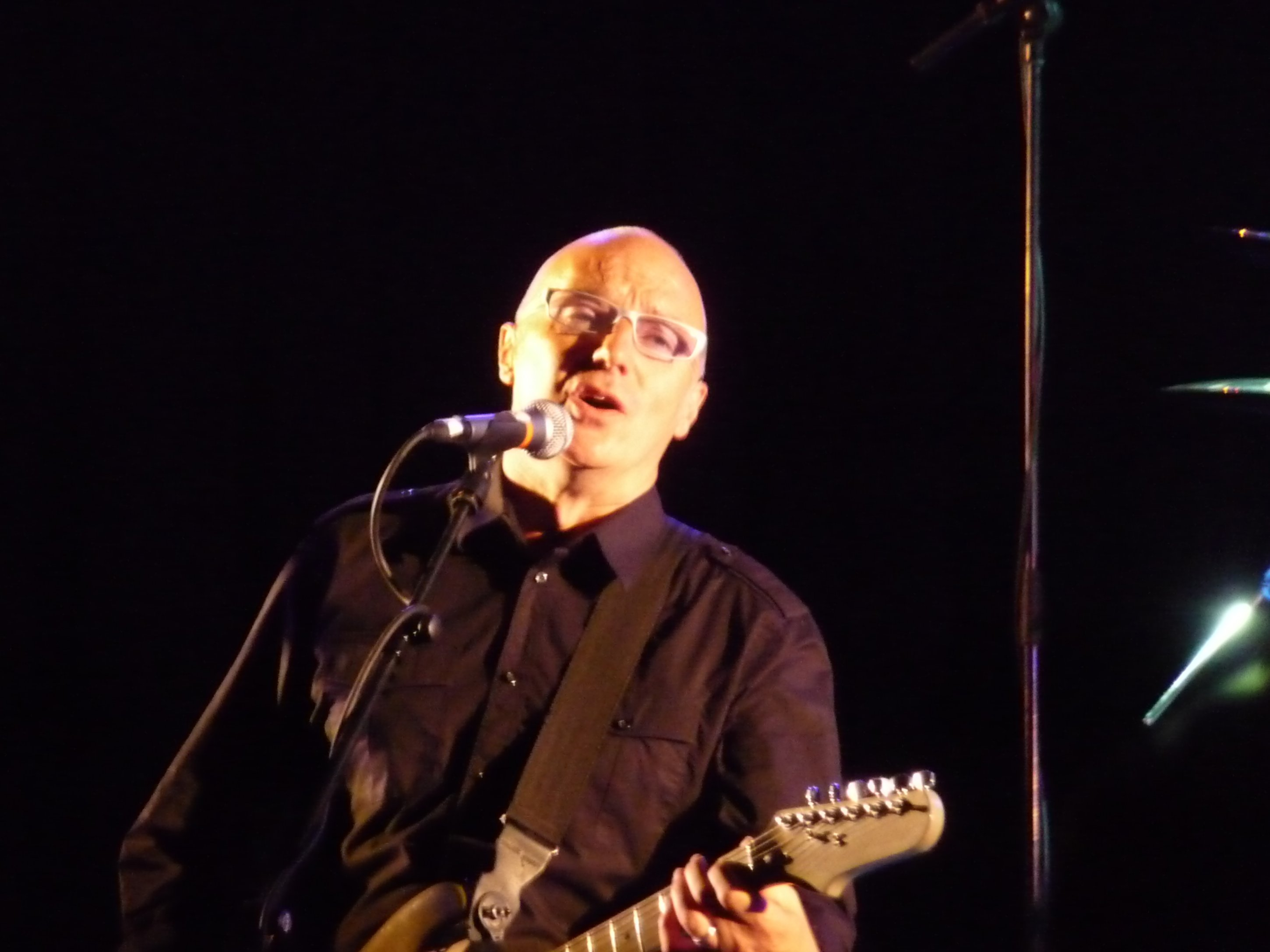
Мидж Юр
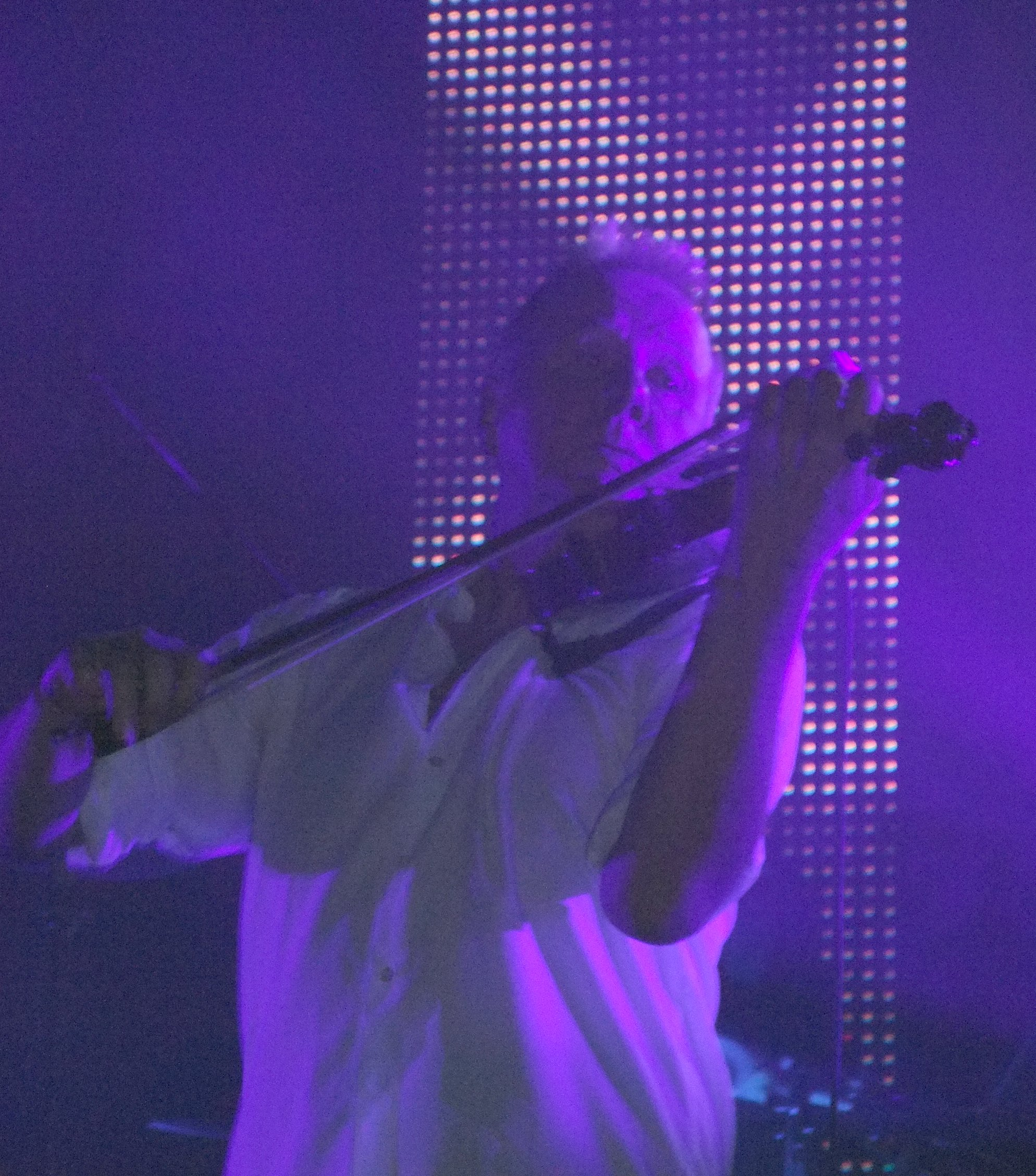
Билли Карри
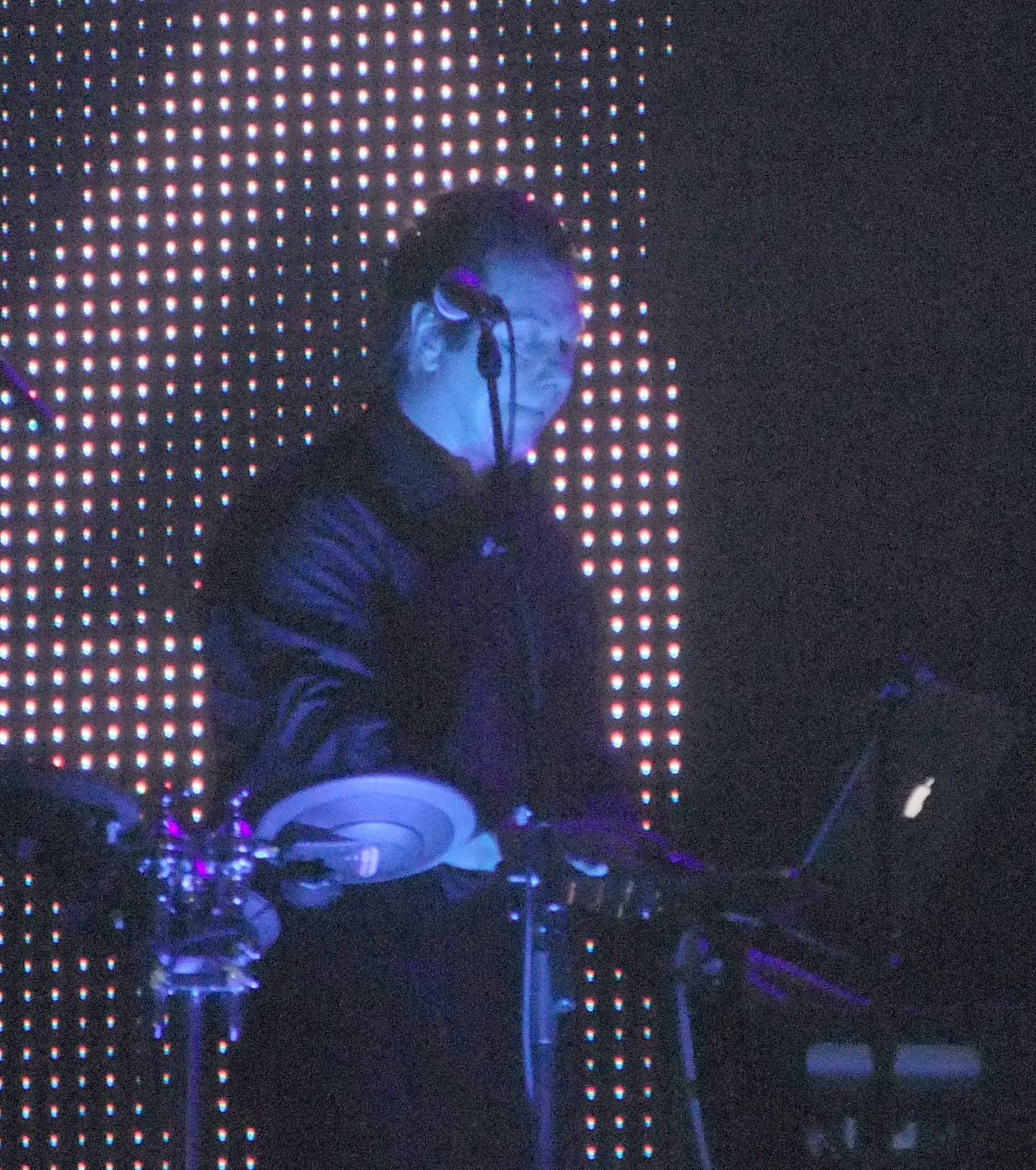
Уоррен Канн
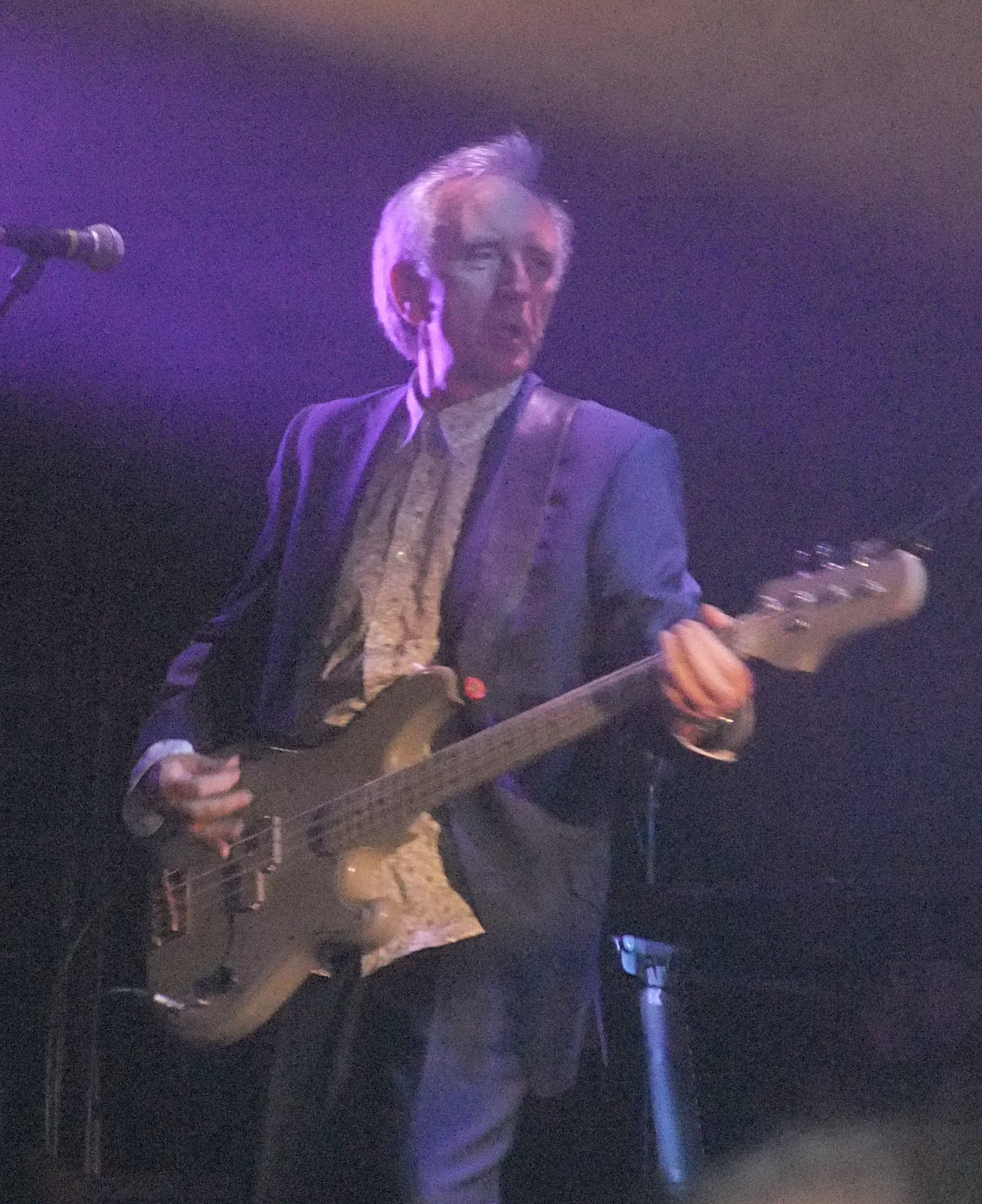
Крис Кросс

- Мидж Юр — ведущий вокал, гитара, клавишные (1979—1987, 2008—2018)
- Билли Карри — клавишные, синтезатор, скрипка, альт (1974—1987, 1992—1996, 2008—2017)
- Уоррен Канн — ударные музыкальные инструменты, электронная перкуссия, вокал (1974—1986, 2008—2018)
- Крис Кросс — бас-гитара, синтезатор, вокал (1973—1987, 2008—2018)

### Бывшие участники
- Джон Фокс — ведущий вокал (1973—1979)
- Стиви Ширс — гитара (1973—1978)
- Робин Саймон — гитара, вокал (1978—1979)
- Марк Бжезицкий — ударные (1986—1987)
- Тони Фенелл — ведущий вокал, гитара (1992—1994)
- Джерри Лаффи — гитара (1992—1994)
- Нил Уилкинсон — ударные (1992—1994)
- Джеки Уильямс — бэк-вокал (1992—1994)
- Сэм Блю — ведущий вокал (1994—1996)
- Винни Бёрнс — гитара (1994—1996)
- Тони Холмс — ударные (1994—1996)
- Гэри Уильямс — бас-гитара (1994—1996)